# Campeonato Africano de Atletismo de 2016 - Salto com vara masculino
A prova do salto com vara masculino do Campeonato Africano de Atletismo de 2016 foi disputada no dia 25 de junho  no Kings Park Stadium  em Durban, na África do Sul. Participaram da prova 7 atletas sendo que 4 concluíram a prova. 

## Recordes
Antes desta competição, os recordes mundiais e do campeonato nesta prova eram os seguintes:
|                       | Nome              | Nacionalidade | Altura  | Local      | Data                   |
| --------------------- | ----------------- | ------------- | ------- | ---------- | ---------------------- |
| Recorde mundial       | Renaud Lavillenie | França        | 6m 16cm | Donetsk    | 5 de fevereiro de 2014 |
| Recorde do campeonato | Cheyne Rahme      | África do Sul | 5m 41cm | Marraquexe | 13 de agosto de 2014   |
| Recorde africano      | Okkert Brits      | África do Sul | 6m 03cm | Colônia    | 18 de agosto de 1995   |

## Medalhistas
| Ouro                        | Prata                  | Bronze              |
| Hichem Khalil Cherabi (ALG) | Mohamed Romdhana (TUN) | Jordan Yamoah (GHA) |

## Cronograma
Todos os horários são locais (UTC+2). 
| Data        | Hora  | Evento |
| ----------- | ----- | ------ |
| 25 de junho | 16:40 | Final  |

## Resultado final
| Posição           | Atleta                | Nacionalidade | Altura | Notas |
| ----------------- | --------------------- | ------------- | ------ | ----- |
| Medalha de ouro   | Hichem Khalil Cherabi | Argélia       | 5.30   |       |
| Medalha de prata  | Mohamed Romdhana      | Tunísia       | 5.20   |       |
| Medalha de bronze | Jordan Yamoah         | Gana          | 5.00   |       |
| 4                 | Heinrich Smit         | África do Sul | 4.80   |       |
| 5                 | Eben Beukes           | África do Sul | NM     |       |
| 5                 | Samson Basha          | Etiópia       | NM     |       |
| 6                 | Michael Cilliers      | África do Sul | DNS    |       |

Legenda
| Recorde mundial       | Recorde mundial (World record)               |                       | Recorde africano                      | Recorde africano (African) |                                           | Q | Classificado por posição (Qualified) |
| Recorde do campeonato | Recorde do campeonato (Championship record)  | Recorde da América    | Recorde da América (Americas)         | q                          | Classificado por melhor tempo (Qualified) |   |                                      |
| Melhor marca do ano   | Melhor marca do ano (World leading)          | Recorde asiático      | Recorde asiático (Asian)              | DNS                        | Não largou (Did not start)                |   |                                      |
| Recorde nacional      | Recorde nacional (National record)           | Recorde europeu       | Recorde europeu (European)            | DNF                        | Não terminou (Did not finish)             |   |                                      |
| Recorde pessoal       | Recorde pessoal do atleta (Personal best)    | Recorde da Oceania    | Recorde da Oceania (Oceania)          | DSQ / DQ                   | Desclassificado (Disqualified)            |   |                                      |
| Recorde da temporada  | Recorde da temporada do atleta (Season best) | Recorde sul-americano | Recorde sul-americano (South America) | NM                         | Sem marca (No mark)                       |   |                                      |